# Bruno Zumino
Bruno Zumino (n. 28 aprilie 1923, Roma, Regatul Italiei – d. 22 iunie 2014, Berkeley, California, SUA) a fost un fizician italian, profesor la Universitatea Berkeley din California. A adus contribuții importante la teoria cuantică a câmpurilor și fizica matematică. A elaborat teoria supersimetriei din fizica particulelor elementare (împreună cu Julius Wess).